# 2025년 대한민국
이 문서는 2025년 대한민국에서 일어난 사건을 다룬다.

## 재임자
제6공화국 (윤석열 정부)
- 대통령: 윤석열, 최상목 (대행)
- 국무총리: 최상목

## 사건
- 1월 1일: 대한민국이 세계 최대 다자 간 연구혁신(R&I) 프로그램 호라이즌 유럽에 준회원국 자격으로 참여하기 시작[1]